# Sebastiano Mainardi

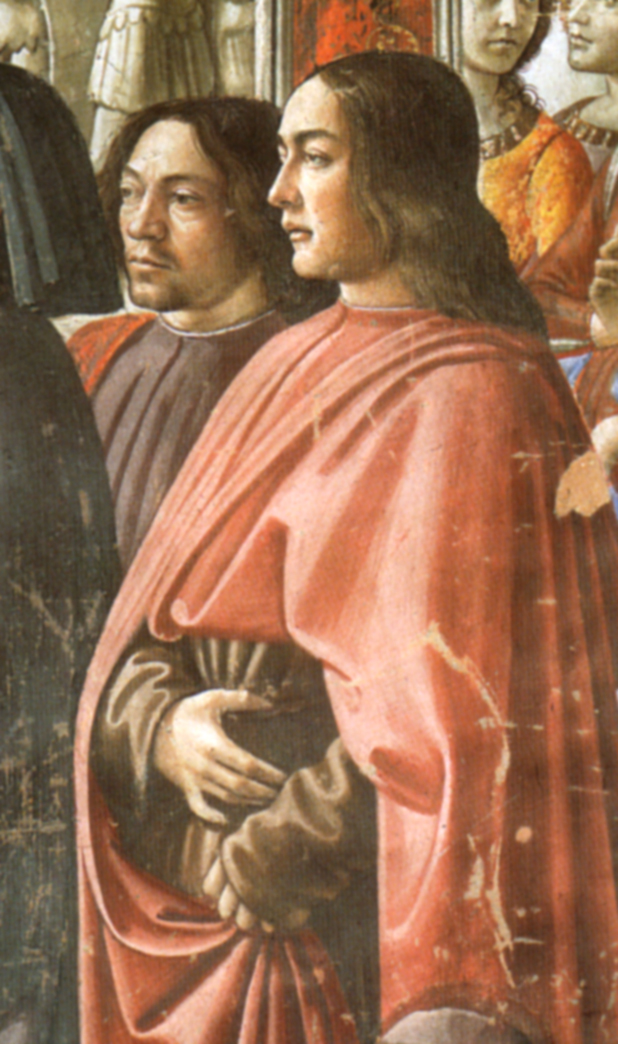
Retratos de Domenico Ghirlandaio (izquierda) y Sebastiano Mainardi (derecha) en la Capilla Tornabuoni de Santa Maria Novella.

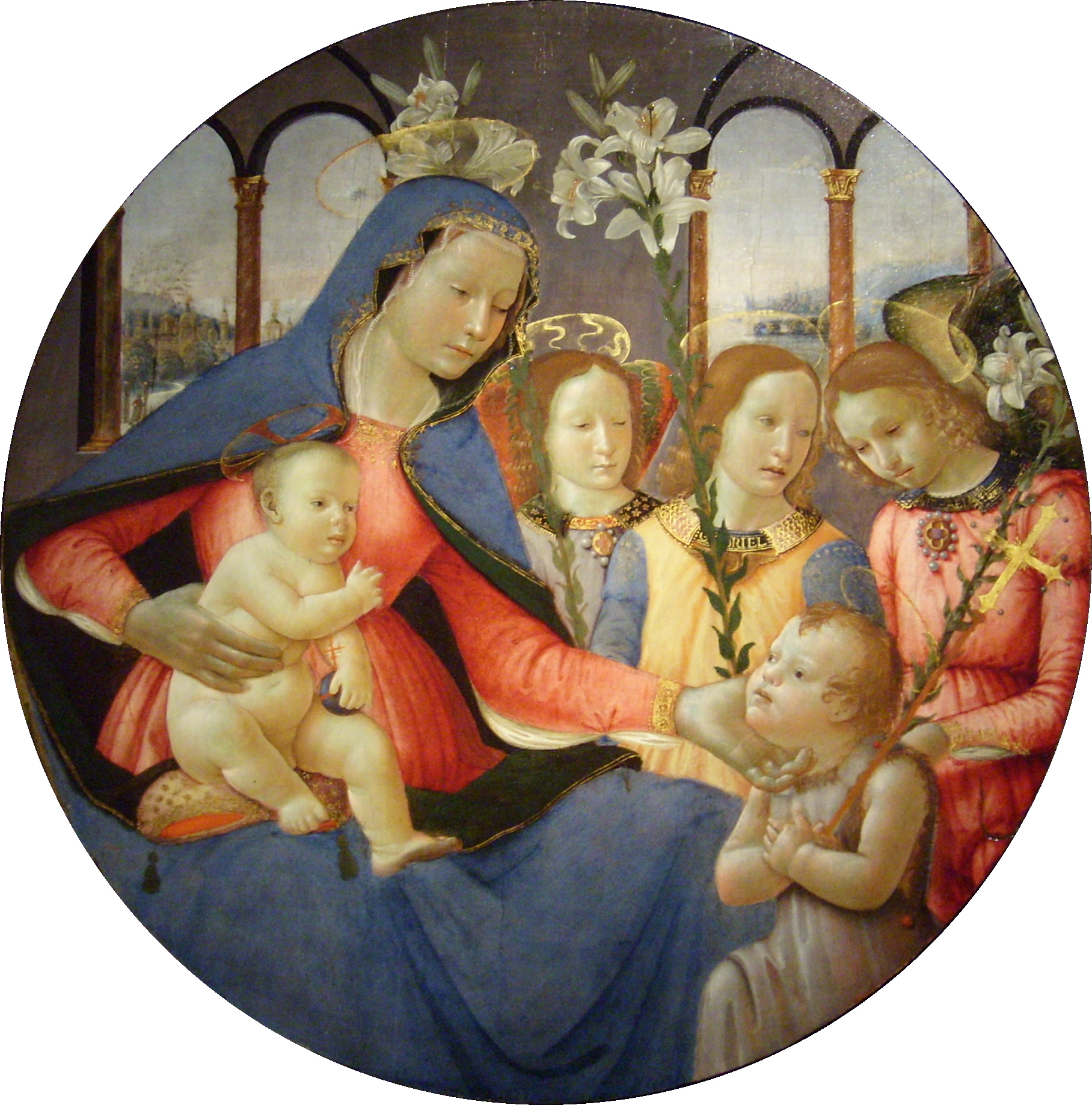
Virgen con el Niño, San Juanito y tres ángeles, Museo del Louvre.

Sebastiano Mainardi (San Gimignano, 23 de septiembre de 1466 - Florencia, septiembre de 1513) fue un pintor italiano que vivió y trabajó durante el Renacimiento.

## Biografía
Desde muy joven entró a formar parte del estudio que dirigía Domenico Ghirlandaio, de quien se convirtió en uno de los más cercanos colaboradores, pues llegó a convertirse en miembro de su familia al contraer matrimonio con Alessandra, la hermanastra de los Ghirlandaio.
Mainardi tomará parte en muchos de los grandes proyectos decorativos que el taller de los Ghirlandaio emprenderá durante los siguientes años, tales como la Capilla Tornabuoni en Santa Maria Novella, donde podemos verle retratado junto a su maestro.
Como artista independiente, Mainardi nunca se desligará de la influencia de Ghirlandaio, aunque sus trabajos de madurez tienen un tratamiento exquisito de la luz, que dan a sus obras un placentero aspecto de serenidad y elegancia.

## Obras destacadas
- Anunciación (1482, Loggia del Comune, San Gimignano), fresco.
- San Geminiano bendice a tres nobles (1484, Sant' Agostino, San Gimignano), fresco.
- San Geminiano, Santa Lucía y San Nicolás de Bari (Sant' Agostino, San Gimignano), fresco.
- Virgen adorando al Niño con dos ángeles (c. 1490, Colección Cini, Venecia)
- Natividad (c. 1490, Museo Pushkin, Moscú)
- Virgen con el Niño, San Juanito y dos ángeles (1500, Museo Liechtenstein, Viena)
- Virgen con el Niño y los santos Justo y Margarita (1507, Museum of Art, Indianápolis)
- Virgen con el Niño y santos (Museo Civico, San Gimignano)
- Virgen con el Niño (Kunsthistorisches Museum, Viena)
- Virgen con el Niño, San Juanito y tres ángeles (Museo del Louvre, París)
- Resurrección de Cristo (Statens Museum for Kunst, Copenhague)